# Sant Martí de Centelles (kommunhuvudort)
Sant Martí de Centelles är en kommunhuvudort i Spanien.   Den ligger i provinsen Província de Barcelona och regionen Katalonien, i den östra delen av landet, 500 km öster om huvudstaden Madrid. Sant Martí de Centelles ligger 420 meter över havet och antalet invånare är 898.
Terrängen runt Sant Martí de Centelles är huvudsakligen kuperad. Sant Martí de Centelles ligger nere i en dal. Runt Sant Martí de Centelles är det ganska tätbefolkat, med 86 invånare per kvadratkilometer. Närmaste större samhälle är Granollers, 18,8 km söder om Sant Martí de Centelles. I omgivningarna runt Sant Martí de Centelles växer i huvudsak blandskog.